# Guido De Luigi
Guido De Luigi, född 17 februari 1963 i Turin, är en italiensk före detta volleybollspelare. Han blev olympisk bronsmedaljör i volleyboll vid sommarspelen 1984 i Los Angeles.